# Lagostomus crassus
Lagostomus crassus là một loài động vật có vú trong họ Chinchillidae, bộ Gặm nhấm. Loài này được Thomas mô tả năm 1910.